# Scyllarides squammosus
Scyllarides squammosus är en kräftdjursart som först beskrevs av H. Milne Edwards 1837.  Scyllarides squammosus ingår i släktet Scyllarides och familjen Scyllaridae. IUCN kategoriserar arten globalt som livskraftig. Inga underarter finns listade i Catalogue of Life.

## Bildgalleri

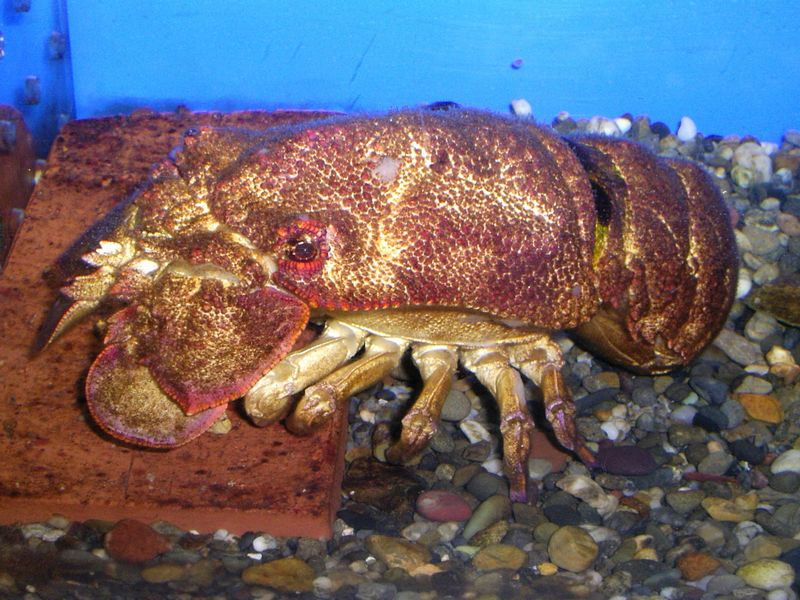